# Rennesøy (île)
Rennesøy est une île située dans la kommune de Stavanger, dans le comté de Rogaland en Norvège. L'île de 40,7 km2  repose sur le côté sud du Boknafjord et est entourée de plusieurs autres îles : les îles de Mosterøy, Klosterøy et Åmøy au sud et les îles de Finnøy et Talgje au nord-est. L'île possède deux villages, Sørbø (en) et Vikevåg (en). L'église de Hausken (no) est dans le village de Vikevåg et Sørbø possède une église (en) vieille de 900 ans.
Depuis 1992, l'île est connectée à la terre ferme et à la ville de Stavanger par l'autoroute européenne E39 comprenant une série de ponts et de tunnels, notamment les tunnel de Mastrafjord (no) et de Byfjord (no) et le pont d'Askjesund. L'île est également relié au nord-est aux îles de Finnøy et de Talgje  par le tunnel de Finnøy (no).
Dans la partie sud-est de Rennesøy se trouve une région montagneuse abrupte culminant  à 230 m de haut avec la montagne Hodnenuten. La partie ouest de l'île est relativement plate et est très bien cultivé.
L'île abrite également sur sa côte sud le centre informatique Greenmountain DC1-Stavanger construit dans un ancien dépôt de munitions de l'OTAN.
En 2020, l'île, alors formant la kommune à part entière de Rennesøy, devient par fusion une partie de la kommune de Stavanger.